# Le Corbusier
Charles-Édouard Jeanneret-Gris (La Chaux-de-Fonds, Suïssa, 6 d'octubre de 1887 - Roquebrune-Cap-Martin, França, 27 d'agost de 1965), més conegut pel pseudònim Le Corbusier, fou un arquitecte, urbanista, decorador i pintor de nacionalitat suïssa i naturalitzat francès.
És considerat com un dels principals representants del moviment modern juntament amb Ludwig Mies van der Rohe, Walter Gropius, Alvar Aalto o Theo van Doesburg entre d'altres.
També va treballar com a urbanista i dissenyador. Van destacar els seus estudis i projectes teòrics sobre Arquitectura i va ser pioner en l'estudi de la millora de les condicions de vida dels habitants de les grans ciutats. La seva carrera professional es va dilatar al llarg de cinc dècades, amb edificis construïts al llarg de tot Europa, Índia, Rússia i el continent Americà. Així mateix va deixar un important llegat en el camp de l'escultura i la pintura que va emprar com a camps de proves per algunes de les seves obres més importants.
Un conjunt de 17 edificis representatius de l'obra arquitectònica de Le Corbusier figura inscrit des de l'any 2016 a la llista de Patrimoni Mundial de la Unesco.

## Biografia

### De La Chaux-de-Fonds aL'Esprit Nouveau(1888-1920)
Charles-Édouard Jeanneret va néixer el 6 d'octubre de 1887 al 38 de la rue de la Serre al poble de La Chaux-de-Fonds, a la serralada del Jura (Suïssa). El seu pare era esmaltador i treballava a la important indústria rellotgera local; la seva mare era professora de piano.
Va estudiar a l'Escola de les Arts Aplicades del mateix poble a partir dels tretze anys, on va aprendre l'ofici de gravador de caixes de rellotge, en el qual va destacar per sobre els seus companys. Al llarg de la seva formació va tenir un paper molt important un dels seus mestres, el jove Charles L'Eplattenier, que li va fer descobrir la relació entre la naturalesa i l'art. L'any 1906 l'Éplattenier va fundar un curs propi a l'escola en el qual volia donar noves sortides professionals als estudiants, iniciant-los en l'arquitectura, el disseny i la decoració, curs que Jeanneret va seguir.
El 1906 L'Éplattenier va convèncer a un membre del consell escolar que encarregués la construcció de la seva casa al jove Charles-Édouard. Aquest primer encàrrec, la Villa Fallet, va estar seguit per una sèrie de cases en la mateixa zona.
El 1907 realitzà un viatge a Florència i Siena on visità la Cartoixa d'Ema a Galluzzo (Itàlia), que es convertiria en una referència en els seus projectes d'edificació col·lectiva, on va intentar imitar l'equilibri entre la casa individual, la cèl·lula i l'element col·lectiu. Posteriorment va tornar a visitar-la el 1911, a la tornada del seu viatge a Atenes. Aquest primer viatge el va portar fins a Viena, una de les capitals de l'arquitectura del moment, on va estar a punt de demanar feina a Joseph Hoffmann. Seguidament es desplaçà fins a París on trobà feina al despatx d'Auguste Perret, pioner en l'ús del formigó armat en l'arquitectura, durant el 1908 i el 1909 va treballar en els plànols de la catedral d'Orà, on es familiaritzà amb l'ús i la construcció amb el formigó armat.
De tornada a La Chaux-de-Fonds el 1910 fundà un petit Atelier conjuntament amb els seus companys de curs, tanmateix el 1911 va emprendre un segon viatge cap a Orient amb el seu company i amic August Klipstein. El recorregut els portà pels Balcans, Alemanya, Turquia, Grècia tornant per Itàlia, i Jeanneret el relatà en una sèrie de cartes i esbossos que va anar enviant a La Chaux-de-Fonds per a la seva publicació.
Durant aquest viatge observà una realitat arquitectònica allunyada del que fins aleshores havia vist, on les formes són pures i primigènies, molt distants de les filigranes de les arts decoratives. Així mateix es trobà amb el Mediterrani i la seva llum que l'acompanyaren des d'Istanbul fins a Atenes conjuntament amb l'arquitectura de volums purs sota la forta claror.
El 1914 començà a treballar en el que esdevindria la casa Dom-Inó que és la base de diferents projectes realitzats entre el 1920 i 1930, en la qual va aplicar tots els seus coneixements sobre formigó armat, i en la que va donar una clara imatge formal de tres forjats de formigó unidireccionals sobre pilars del mateix material acompanyat d'una escala en dos trams, seria l'inici dels postulats de le plan libre.
El 1916 es traslladà a París on cinc anys més tard va rebre l'encàrrec de les cases Monol, on tornà a recórrer al repertori de formigó armat que ja havia aplicat amb anterioritat. Durant l'any 1918 va entaular amistat amb Amédée Ozenfant, pintor cubista, amb el qual va exposar algunes de les seves pintures i al costat de qui va signar Després del cubisme, manifest fundacional del purisme publicat aquell mateix any. Fou amb Ozenfant i amb el Poeta Paul Dermée (1886-1951) que Jeanneret va fundar la revista L'Esprit nouveau, publicada entre 1920 i 1925.

### Neix Le Corbusier (1920-1930)

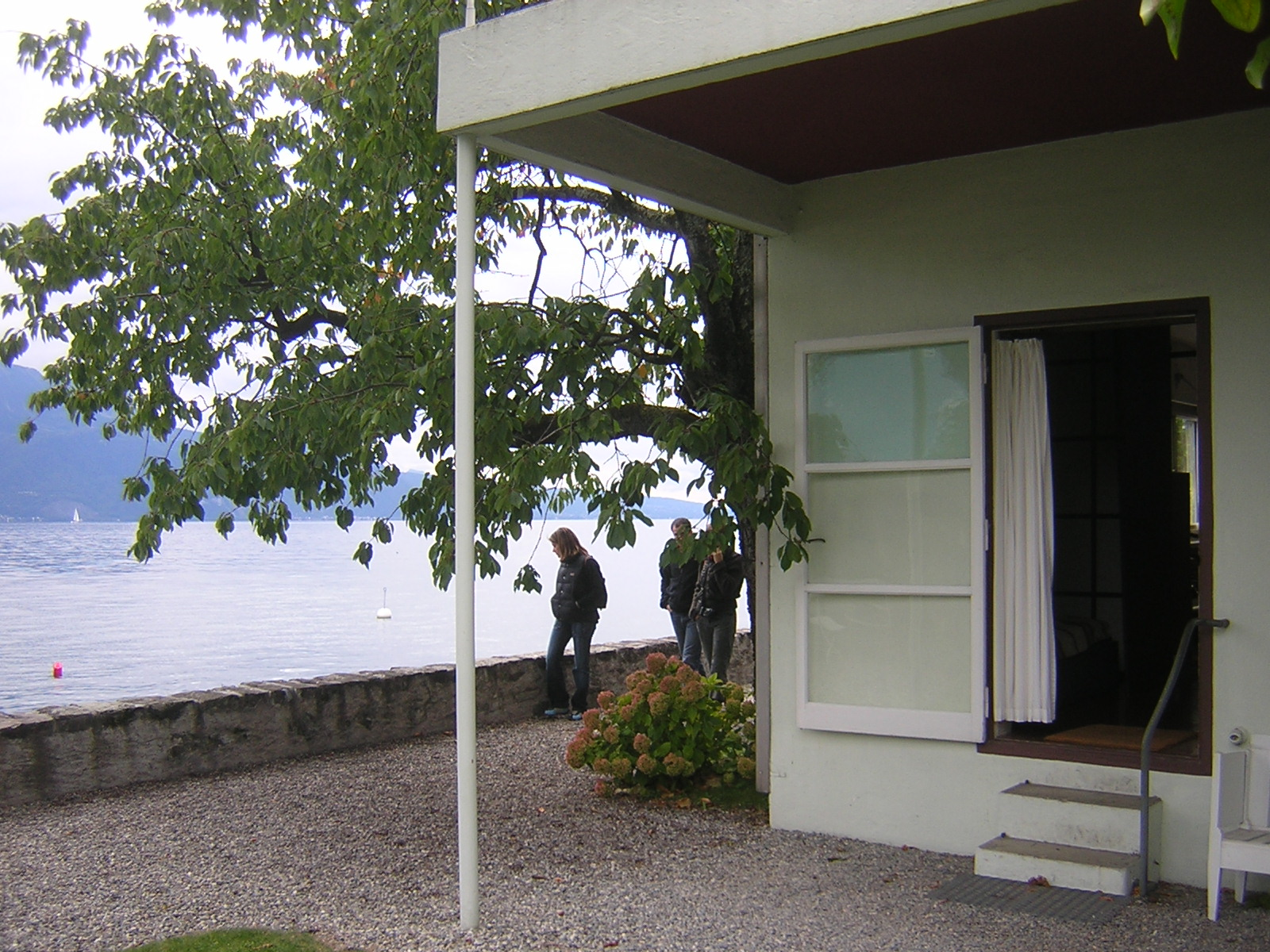
Vil·la Le Lac a Corseaux (Suïssa) l'any 1923.

En aquest període de la seva vida Le Corbusier va realitzar algunes de les coses que marcaren la seva vida com arquitecte. En primer lloc Charles-Édouard Jeanneret adoptà el pseudònim de Le Corbusier, fusió entre el nom del seu antic mentor L'Éplatannier i Le Corb, en començar a editar L'Esprit Nouveau on publicà una sèrie d'articles que esdevindrien els primers passos cap a alguns dels seus llibres més coneguts.

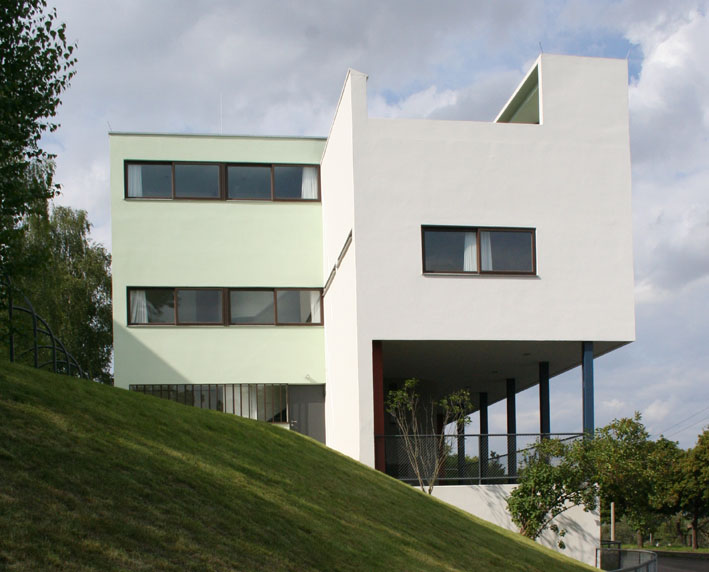
Vil·la Weissenhof-Siedlung a Stuttgart (Alemanya) construïda l'any 1927.

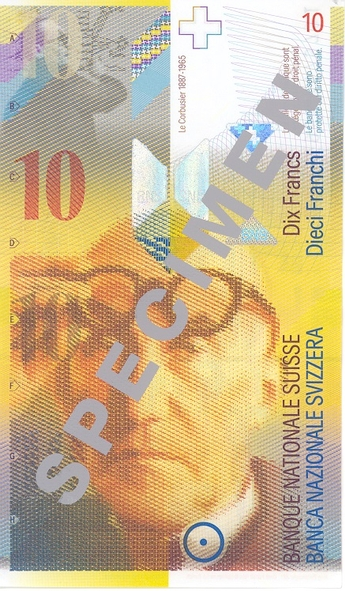
Retrat de Le Corbusier en un bitllet de 10 francs suïssos.

L'any 1922 va instal·lar un taller juntament amb el seu cosí i soci Pierre Jeanneret, des d'on defensà els seus postulats d'una arquitectura moderna: els cinc punts. Les seves obres van esdevenir manifestos i solucions per aquesta nova arquitectura que defensava. Al llarg d'aquest període la solució formal que donà al programa va anar variant, des d'un espai de treball central a la casa Ozenfant fins a una inclusió en la planta noble o una desaparició del mateix a la Villa Savoye.
Tanmateix el denominador comú de totes aquestes cases va continuar sent els cinc punts representats en una planta noble elevada, la terrassa enjardinada o la finestra horitzontal que prenen diferents formes i composicions són el verdader eix vertebrador de l'arquitectura d'aquestes cases.
La sèrie de vil·les projectades durant els anys 20 va servir per establir la base tècnica i ideològica de futurs projectes de molta més ambició, que començà amb el conjunt dels Immoble-Ville, on la ciutat pren un paper més genèric, i el conjunt d'habitatges s'agrupa per formar una unitat en altura, embrió de la Proposta per una Ciutat Contemporània per Tres Milions d'Habitants.
En aquest període es va presentar al concurs del Palau de les Nacions amb un projecte en el qual aplicà tots els coneixements i teories desenvolupades fins al moment amb les diferents vil·les. Tot i guanyar el concurs ex aequo no arribà a construir l'edifici, ja que va ser marginat de la construcció. Un desenllaç —i decepció— similar van tenir lloc l'any 1932, quan Le Corbusier va perdre el concurs pel projecte del Palau dels Soviets de Moscou.
Aquest fracàs va desencadenar una profunda reflexió en Le Corbusier sobre l'arquitectura moderna basada en una reinterpretació de les tècniques i tradicions vernacles. Aquest fet l'impulsà a emprendre un viatge amb avió per l'Amèrica del Sud de juliol a agost del 1936, en el qual va descobrir una important relació entre l'arquitectura i el lloc, on cada cosa sembla tenir el seu lloc en el paisatge global. Aquest viatge, com ja va fer-ho el d'Orient en el jove Jeanneret, marcà un important canvi en la trajectòria professional de Le Corbusier que es dedicarà de forma quasi plena a l'urbanisme al llarg dels següents anys.
El 1929 va realitzar diversos projectes urbanístics per Rio de Janeiro, São Paulo i Montevideo, que no reeixiren malgrat l'entusiasme de les elits locals per dur-los a terme i els esforços del mateix Le Corbusier, que realitzà un seguit de conferències on explicava els seus plantejaments i intentava convèncer el públic de la seva validesa, sovint realitzant dibuixos i esbossos en rotlles de paper molt llargs, que encara avui es conserven.

### Relacions personals
En tornar el 1929 d'Amèrica del Sud a Europa, Le Corbusier va coincidir amb la cantant i actriu Josephine Baker a bord del transatlàntic Lutétia. Va fer diversos dibuixos de nus de Baker. Poc després del seu retorn a França, Le Corbusier es va casar amb Yvonne Gallis, una modista i model, l'any 1930 i va obtenir la nacionalitat francesa. Ella va morir el 1957. Le Corbusier també va tenir una llarga relació extramarital amb l'hereva sueca-nord-americana Margarida Tjader Harris.

### Le Corbusier urbanista (1930-1940)
A partir de la dècada dels 30 el treball del despatx de Le Corbusier se centrà en temes de caràcter urbanístic on la ciutat pot créixer en lloc de quedar-se tancada en si mateixa.
Aquest canvi de rumb es va fer patent en el nou model de ciutat que postulava des del despatx de la rue de Sèrves, la Ville Radieuse, que va sorgir en el viatge a Sud-amèrica i que Le Corbusier va recollir en el llibre Précisions sur un état presént de l'architecture et l'urbanisme publicat el mateix 1930.
El projecte recollia els postulats del CIAM II de Frankfurt del 1929 en el qual s'establien els principis del Existenzminimun (l'habitatge mínim) i es contraposava amb la gran amplitud d'espais que anteriorment havia proposat en el projecte de la Ville Contemporaine.
L'habitatge que es proposava per a la Ville Radieuse estava pensat per donar «les mínimes condicions per a l'existència». Una cèl·lula de 14 m² que permetia una fàcil agregació en mòduls superiors i composta amb elements mòbils per poder modificar la distribució segons els usos de dia i nit.
La Ville Radieuse s'adoptava a les diferents situacions orogràfiques plantejables a imatge de la lliçó que Le Corbusier va aprendre en veure les ciutats amazòniques des de l'aire. Al llarg d'aquesta època col·laborà en propostes urbanístiques per a noves ciutats a Nemours, Hellocourt i Addis Abeba, així com en els plans de reforma de les ciutats d'Anvers, Barcelona o Estocolm que van servir d'estudis previs pels projectes de la Vall del Zlin i el Pla Obús per Alger.
L'arquitectura purista que fins ara propugnava Le Corbusier quedà en un segon pla, esdevenint el camp de proves per als grans projectes d'urbanisme. El Pavelló Suís a la Ciutat Universitària, la Ciutat Refugi per l'exèrcit de Salvació o l'Immoble Clarté en són alguns dels exemples.
Tanmateix i en contraposició a la traça recta i al càlcul mil·limètric, va aparèixer per primer cop en la seva obra l'ús de materials i tècniques vernacles en projectes com les cases de vacances a Les Mathes o el projecte de la casa Errazuris. En tots ells es veu l'empremta que li van deixar els seus viatges per les costes del Mediterrani i del nord d'Àfrica durant els seus anys de formació.
Aquesta nova escala no queda limitada a l'urbanisme, paral·lelament a tota l'activitat que es desenvolupava en el seu despatx també participà en els congressos del IV i el V CIAM (1933 i 1937 respectivament), així com en algunes de les publicacions en les quals ja col·laborava, i realitzà una sèrie de viatges al llarg de tot el món per realitzar conferències o entrar en contacte amb l'entorn de les zones on havia de realitzar un projecte.
L'any 1937 sofrí un accident al mar quan va ser envestit per una llanxa, aquell mateix any Alemanya va envair Àustria i la por d'una guerra es va estendre per Europa, cosa que es confirma amb l'inici de la Segona Guerra Mundial i la invasió de França el 1939.

### La postguerra a França (1940-1950)
L'any 1940 les tropes alemanyes van ocupar París i Le Corbusier es traslladà cap a Ozon, un petit poble situat al departament dels Alts Pirineus, juntament amb la seva dona i el seu soci Pierre Jeanneret.
En aquesta època recuperà l'ús de les tècniques de construcció en sec i les aplicà a la construcció de cases rurals, en alguns casos provant de mesclar mà d'obra local i elements sortits de la producció en cadena. Paral·lelament recuperà l'ús d'idees com la coberta inclinada que no havia utilitzat des dels seus primers projectes.
Durant aquest període es dedicà especialment a l'escultura, per suggeriment del seu amic l'ebenista Joseph Sabina el 1946. D'aquesta manera treballà de forma tridminesional algunes de les idees que representava en pintura, entre altres modelarà la futura estructura de pilotis i la coberta de la Unité d'Habitation de Marsella, que desenvolupà el 1945 gràcies a l'encàrrec del Ministeri de la Reconstrucció.
Aquesta època es presenta com un moment de recolliment forçat a causa de la guerra, en el qual Le Corbusier tornà a entrar en contacte amb la naturalesa, l'essencial i primigeni. En aquest context de recuperació d'uns principis per a basar l'arquitectura va sorgir, després del conflicte, el Modulor. Una sèrie d'estudis que expressen una redefinició de la dimensió humana de l'arquitectura. Es tracta d'una peça més en l'engranatge de la reconstrucció aliada on s'interrelacionen els dos sistemes de mesura utilitzats pels aliats: el sistema mètric decimal i l'anglosaxó. Una taula d'equivalència entre els dos sistemes que pren com a punt d'unió la mesura de la figura humana, que servia de base a una possible industrialització i normalització dels sistemes constructius.
Mitjançant aquesta nova eina Le Corbusier se centrà en les tasques de reconstrucció de la França de postguerra, des de la planificació de zones residencials destruïdes fins al disseny de models de fàbrica. La línia argumental d'aquest procés de reconstrucció va quedar definida a La maison des hommes, s'inicià amb les cases Murondins i continuà fins a la creació i desenvolupament de les Unité d'Habitatition.
Tal com es reflectí en els escrits d'aquesta època aquesta sèrie de projectes de reconstrucció de teixit i habitatge seran interpretats com una oportunitat per redefinir la ciutat i la residència segons els cànons de la modernitat. Les trois établissements humains és una síntesi del pensament urbanístic i una actualització de les teories ja presentades de cara a la reconstrucció. Dels tres models de ciutat proposats: la Ciutat Radiocèntrica, la Unitat d'Explotació Agrícola i la Ciutat Industrial, només l'últim és una novetat.
Durant aquest període cal sumar una nova derrota en l'intent de Le Corbusier de portar la seva arquitectura al panorama arquitectònic mundial amb la construcció de la Seu de les Nacions Unides a Nova York, on tot i ser membre del comitè nomenat per a la realització del projecte i dirigir la construcció de la maqueta de l'edifici que serviria de base de discussió del comitè d'experts, és apartat de la construcció de l'edifici que recaurà en l'arquitecte Wallace K. Harrison.

### Retorn a l'origen (1950-1960)

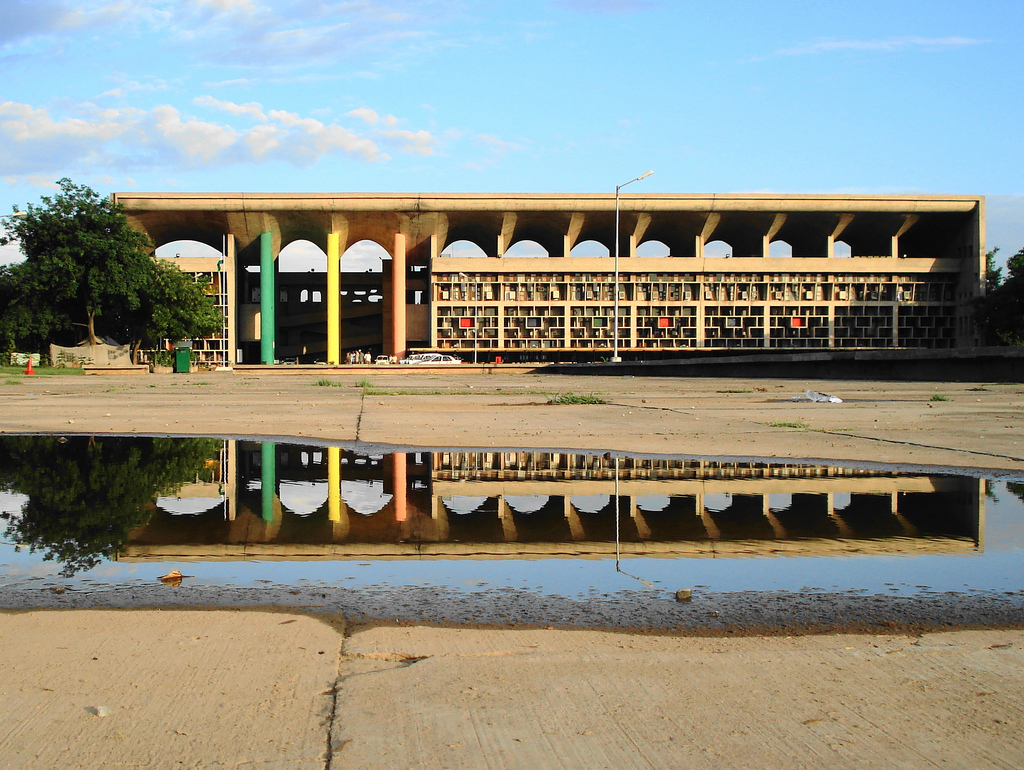
Edifici Hight Court a Chandigarh (Índia, 1952)

La dècada dels 50 va ser un període de projectes molt importants i dispars per Le Corbusier. S'inicià amb una cabana de vacances a Cap Martin, la capella de Nôtre-Dame-du-Haut a Ronchamp i el conjunt monumental del Capitoli de Chandigarh, tres projectes que representen les tres fites de l'arquitectura de Le Corbusier: la casa, la ciutat i el temple.

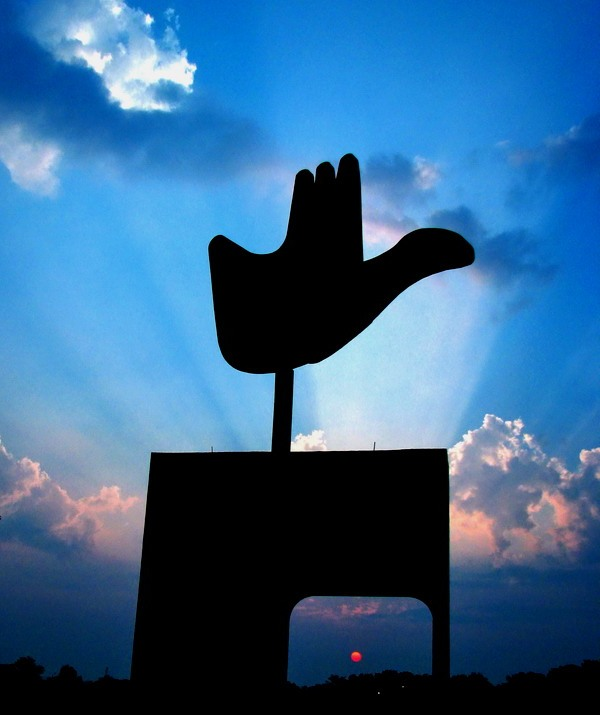
Monument dissenyat per Le Corbusier a Chandigarh (Índia)

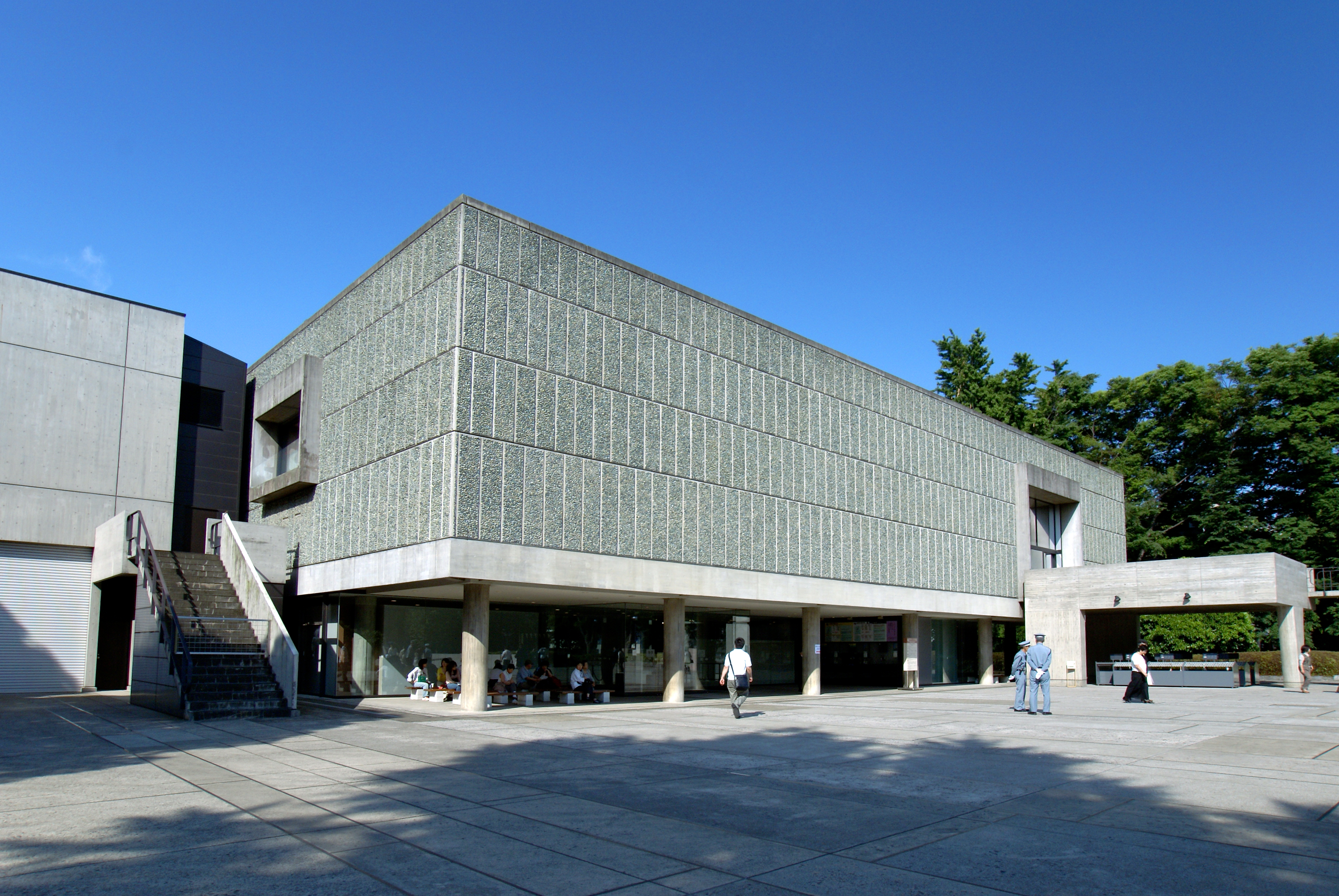
Museu Nacional d'Art Occidental a Tòquio (Japó).

Aquesta època mostrà una arquitectura que se separà del corrent purista de traces rectilínies i tecnològica. Aquest nou rumb en l'obra de Le Corbusier cercà una major llibertat. La cabana de vacances a Cap Martin, construïda entre 1951 i 1952, serà el primer exemple d'aquesta nova visió, un refugi a la Costa Blava on passava tant temps com podia, a prop d'on va enterrar a la seva dona quan va morir l'any 1957.
El Pla Director de la nova ciutat de Chandigarh de 1951 i la Unité d'Habitation de Marsella que s'inaugurà el 1952 encetà un dels períodes amb més activitat edificadora d'un Le Corbusier que ja superava els seixanta anys. En ambdós projectes es pot apreciar l'arribada a la síntesi de l'activitat urbanística i edificadora que Le Corbusier havia anat desenvolupant al llarg de la seva trajectòria professional.
La Unité d'Habitation resumeix els diferents intents i estudis que havia realitzat des dels prototips de la Villa Dom-Inó o la Maison Citrohan, entre ells el sistema estructural i la cèl·lula com a habitatge a doble altura. La Unité és també la culminació de l'ideal de gran edifici que engloba tots els serveis bàsics per viure en un sol conjunt que pren una estètica de formigó modelat i esculpit.
Durant el 1951 es traslladà amb Pierre Jeanneret a la regió del Panjab (Índia), per iniciar les obres del Capitoli de Chandigarh, l'element més monumental de la que havia de ser la nova capital. El conjunt del capitoli recuperà la idea d'una gran esplanada monumental que va descobrir en la visita que va fer als monuments precolombins durant la seva estada a Amèrica Llatina.
El conjunt del Capitoli es regia basant-se en la combinació del Modulor i el formigó i el sistema de brise-soleils, que s'estenen com una enorme gelosia que protegeix els edificis de la llum solar de manera natural. L'escala variable del mateix Modulor permet que les gelosies esdevinguin elements de grans dimensions com balconades o petites cel·les. Aquest element definirà molt sovint el conjunt de projectes que Le Corbusier realitzà en aquesta època, suprimint la finestra de la primera línia i substituint-la per un joc de buits, plens, ombres en lloc de les transparències i reflexos que van caracteritzar l'obra de períodes anteriors. Paral·lelament la coberta enjardinada de les obres racionalistes es convertí en una sèrie de jardins on l'aigua agafava un paper protagonista.
L'aigua serví d'inspiració a Le Corbusier en el modelatge del formigó, material que utilitzà com a element plàstic a imitació de la textura de l'aigua.

### Construir en vertical (1960-1965)

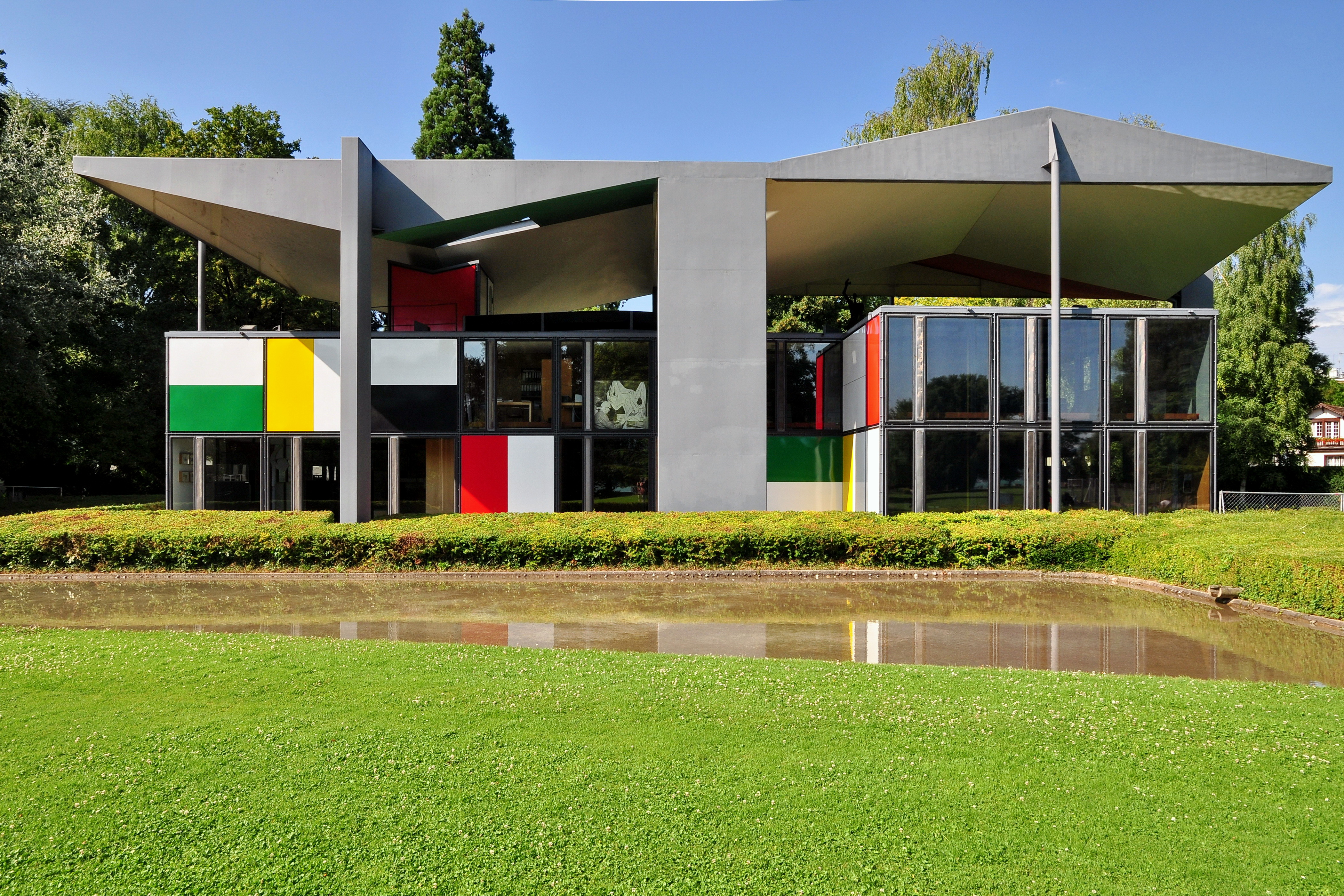
Centre Le Corbusier a Zúric (Suïssa)

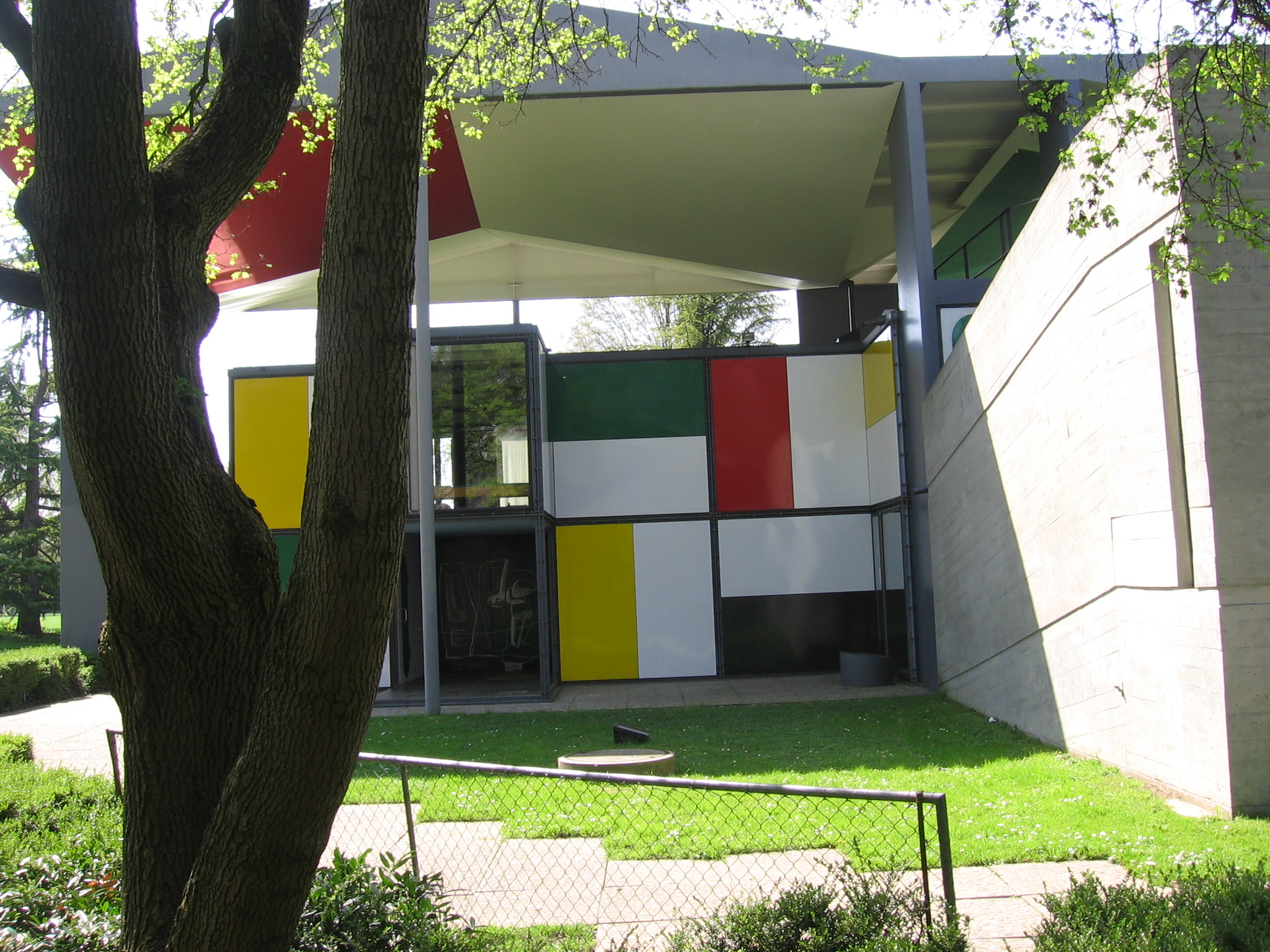
Centre Le Corbusier a Zúric (Suïssa)

La dècada dels seixanta s'inicià amb la consagració del convent de La Tourette el 1960 i la inauguració del Parlament de Chandigarh el 1962. Durant aquest període continua la construcció de la ciutat de Chandigarh i el 1963 va començar el projecte de la Casa de l'Home a Zúric impulsada per Heidi Weber. Aquest edifici, situat sobre un pla d'aigua en un parc de Zuric, no es va acabar de construir fins després de la mort de Le Corbusier.
El 30 de desembre de 1963 el govern francès li concedí l'orde de Gran Oficial de la Legió d'Honor. El juliol de 1965 preparà l'edició de Le voyage d'Orient, on recollí els esbossos i impressions del seu segon gran viatge.
Els projectes d'aquest període mantenen la línia dels anteriors, moltes vegades a partir d'esbossos que havia desenvolupat en èpoques anteriors. Tanmateix, cal destacar dos punts bàsics comuns en aquests projectes: la resolució del sistema de vianants que pren un paper primordial i l'entrada de la llum zenital dels edificis. Uns recursos que emparà en tota mena de tipologies d'edificis.
La circulació esdevé el mapa de l'activitat dels ocupants i determina la funcionalitat de l'edifici representat en forma de rampes, camins o grans plataformes inclinades que circumval·len o inunden l'activitat en petites illes. El Centre de Càlcul Olivetti a Milà (1963), el Carpenter Center for the Visual Arts al campus de la Universitat Harvard construït sota la direcció de Josep Lluís Sert (1961), el Palau d'Estrasburg (1964), l'Ambaixada de França a Brasília (1964) o l'Església de Saint-Pierre de Firminy que no queda acabada fins després de la seva mort, són edificis que basen el seu traçat en elements circulatoris que beuen dels esbossos que va fer en viatjar amb avió per Llatinoamèrica.
En alguns casos el traçat circulatori pren forma antropomòrfica com és el cas dels pulmons al Carpenter Center for the Visual Arts o ronyons al Centre de Càlcul Olivetti. De manera semblant a com organitzava la ciutat per a tres milions d'habitants basant-se en l'organisme humà en aquests casos el sistema circulatori funciona d'igual manera i estableix una sèrie de recorreguts basant-se en formes d'òrgans humans.
Paral·lelament Le Corbusier desenvolupà dos museus a partir del concepte que ja havia utilitzat per al projecte del Museu del Creixement Il·limitat a París (1931) encara que limitat a una ampliació d'una sola crugia. Es tracta d'edificis elevats sobre pilotis, amb les façanes cegues i il·luminats mitjançant llum zenital, elements dominants de l'arquitectura de l'última època de Le Corbusier. Especialment a l'Hospital de Venècia, el Centre Olivetti, el Palau de l'Assemblea, el museu de Chandigarh o el Centre d'Art Erlenbach. Així mateix la secció adquireix l'ús del pla inclinat i la llum zential dotant-la de més llibertat de la que tenia i construint la planta en l'espai.
Le Corbusier va morir el 27 d'agost de 1965, a les onze del matí, mentre nedava a la platja de Cap Martin.

## Contribucions teòriques a l'arquitectura

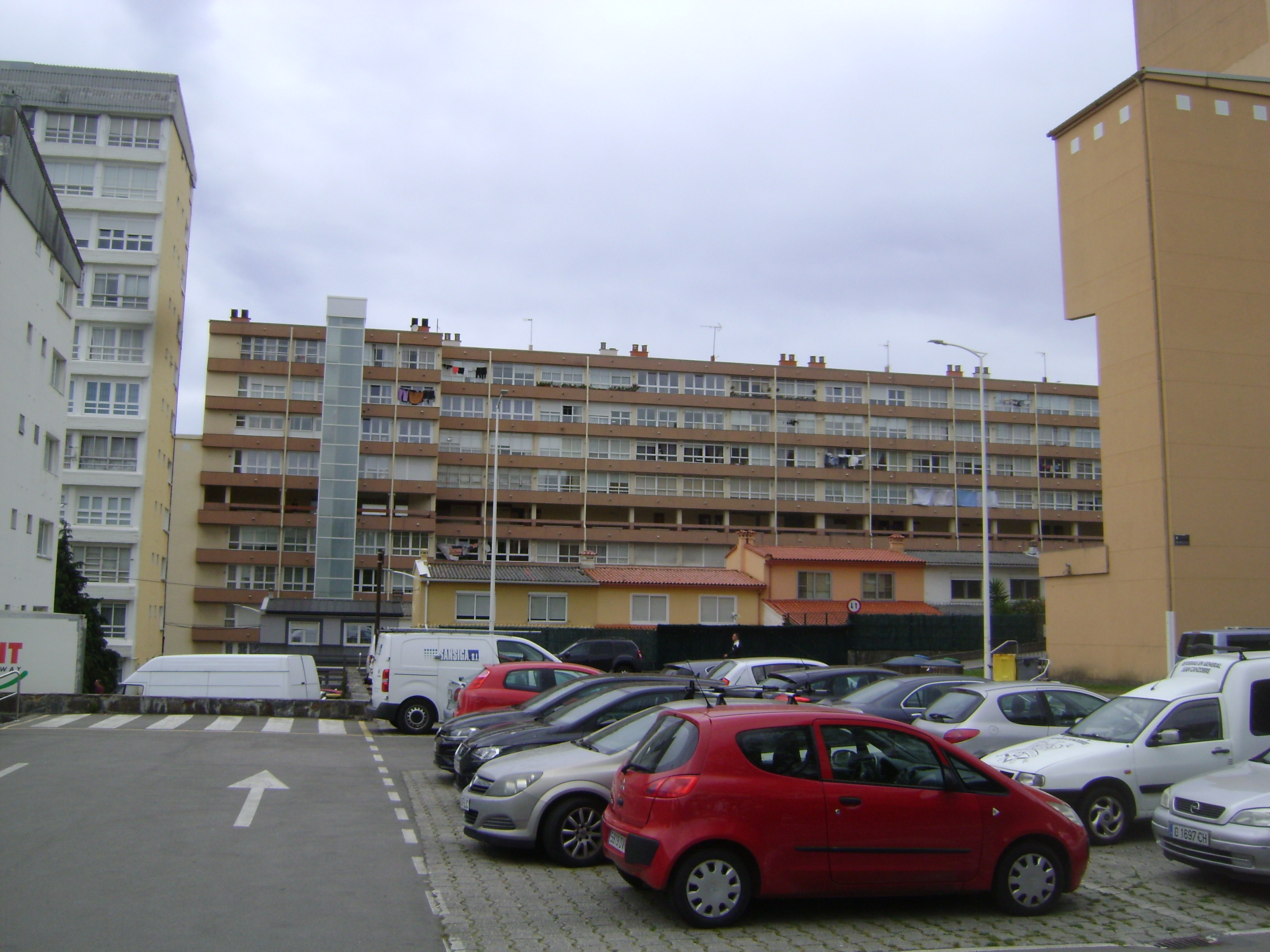
Imatge del Barrio de las Flores, La Corunya, Galícia, (Espanya), construït sota la influència de Le Corbusier.

Per tal de divulgar les seves idees sobre l'arquitectura i la pintura, Le Corbusier fundà el 1920, juntament amb Paul Dermée, la revista L'Esprit Nouveau. En ella exposà els cinc punts a tenir en compte en el disseny d'un edifici d'habitatges:
- Pilotis: l'edifici descansa sobre columnes, deixant la major part de l'espai de la planta baixa lliure.
- Coberta-jardí: en la coberta, plana, es troba un jardí.
- Planta lliure: l'edifici se sustenta mitjançant una estructura de pilars de formigó armat i, per tant, l'espai interior pot adoptar qualsevol distribució.
- Façana lleugera: la façana queda lliure d'elements estructurals, de forma que poden dissenyar-se sense condicionaments aliens.
- Finestra allargada: a la façana hi ha grans i allargades finestres per tal d'aconseguir una profusa il·luminació natural a l'interior.

Ideà el Modulor, sistema de mesures en què cada magnitud es relaciona amb l'anterior pel nombre auri, per al seu ús en la mesura de les parts de l'arquitectura. Va prendre com a model el francès comú d'1,70 m d'estatura; més endavant afegí el policia britànic de 6 peus (1,83 m), afegitó que donà lloc al Modulor II.
Le Corbusier fou un dels membres fundadors del Congrés Internacional d'Arquitectura Moderna. El 1930 adoptà la nacionalitat francesa. Uns anys després realitzà el seu primer viatge als Estats Units.
Le Corbusier es feu famós per l'anomenat estil arquitectònic internacional, que ell aplicà junt amb Ludwig Mies van der Rohe, Walter Gropius i Theo van Doesburg. Fou un arquitecte molt admirat a la seva època i influí a diverses generacions de joves arquitectes, tot i que actualment alguns dels seus criteris han estat superats.
El seu afany creador quedà expressat al Le Poème de l'Angle Droit.

## Obres i Projectes representatius
- Villa Fallet, La Chaux-de-Fonds, Suïssa, 1905
- Villa Jeanneret-Perret, La Chaux-de-Fonds, Suïssa, 1912
- Villa Schwob, La Chaux-de-Fonds, Suïssa, 1916
- Ciutat Contemporània per a Tres Milions d'Habitants, 1922
- Casa per al pintor Ozenfant, París, França, 1922
- Villa La Roche-Jeanneret, París, França, 1923
- Pavelló de L'Esprit Nouveau, Saló de les Arts Decoratives, París, França, 1925
- Ciutat Frugès, Peçac de Bordèu, França, 1924-1926
- Villa Cook, Boulogne-sur-Seine, França, 1926
- Villa Stein-de-Monzie, Les Terrasses, Garches, França, 1927
- Villa Savoye, Poissy, França, 1929
- Ciutat Refugi per a l'Exèrcit de Salvació, París, França, 1929
- Pavelló Suís a la Ciutat Universitària, París, França, 1930
- Casa Errázuriz, Zapallar, Xile, 1930
- Palau dels Soviets, Moscou, URSS, 1931
- Museu del Creixement Il·limitat, París, França, 1931
- Pla regulador per la vall del Zlin, França, 1935
- Edifici del Ministeri d'Educació Nacional i Salut Pública, Rio de Janeiro, Brasil, 1936
- Gratacel cartesià, 1937
- Pla director de Buenos Aires, Brasil, 1938
- Pla 7 per Alger, Armènia, 1942
- Manufactures Duval, Saint-Dié, França, 1946
- Unité d'Habitation, Marsella, França, 1946
- Seu General de les Nacions Unides, Nova York, Estats Units, 1947
- Casa Currutchet, La Plata, Argentina, 1949
- Capella de Nôtre-Dame-du-Haut, Ronchamp, França, 1950
- Cabana de vacances, Cap Martin, França, 1951
- Pla Director de Chandigarh, Chandigarh, Índia, 1951

- Palau del Governador, 1951
- Palau de Justícia, 1952
- Secretariat, 1952
- Palau de l'Assemblea, 1961
- Museu i Galeria d'Art, 1964
- Escola de Belles Arts i Arquitectura, 1964

- Cases Jaoul, Neuilly-sur-Seine, França, 1952
- Unité d'Habitation de Nantes-Rezé, Nantes, França, 1952
- Villa Shodhan, Ahmedabad, Índia, 1953
- Convent de Sainte-Marie-de-la-Tourette, Eveux-sur-l'Arbresle, França 1957
- Museu Nacional de Belles Arts d'Occident, Tòquio (Japó), 1957
- Pavelló Philips a l'Exposició Universal de Brussel·les, Brussel·les, Bèlgica, 1958
- Església de Saint-Pierre, Firminy-Vert, França, 1961
- Carpenter Center for the Visual Arts, Massachusetts, Estats Units, 1961
- R.H.O. Centre de càlcul electrònic Olivetti, Milà, Itàlia, 1964
- Nou Hospital de Venècia, Venècia, Itàlia, 1964